# 谷浑
谷浑（4世纪—433年），字元冲，昌黎郡（今辽宁义县）人，中国南北朝北魏政治人物，後燕广武将軍谷袞之子。
谷浑少时任侠使气，好勇斗狠，后乃一改平日所为，从师修习经学，遍览群书，服饰举止都很像儒生。魏道武帝时，谷浑以善隶书为宫廷侍从。魏明元帝时，转任前鋒将軍，跟随皇帝巡幸河南。還京，選任東宮給事。魏太武帝即位，官至中書侍郎，加振威将軍。谷浑从征赫連昌，有功，担任驍騎将軍。转任侍中、安南将軍，领仪曹尚书，封濮阳公。谷渾为官廉直，正直有操行，不以富贵骄故旧，受太武帝敬重。谷渾十五岁以上子弟，均补中书学生。433年春，谷浑去世。谥文宣。

## 子女
- 谷闡（字崇基，小字長命，濮陽公、平南将軍・相州刺史）
- 谷季孫（濮陽公、中部大夫、吐京鎮将）

## 延伸阅读
[在维基数据编辑]
 《魏書·卷33》，出自魏收《魏书》
 《北史/卷027》，出自李延壽《北史》